# Femme au Chien
Femme au Chien (Español: Mujer con perro) es un óleo sobre lienzo pintado por Pablo Picasso en 1962. Es un retrato de la segunda esposa de Picasso, Jacqueline Roque, y de su perro Kaboul, un galgo afgano. El cuadro ilustra el gran afecto que Picasso sentía por ambos sujetos del retrato y tiene elementos del estilo cubista del que fue pionero. Fue realizado en los últimos años de Picasso, cuando la pareja vivía en Notre-Dame-de-Vie, cerca de Mougins, Francia. El 14 de mayo de 1999 se vendió en una subasta de Sotheby's por casi 55 millones de dólares y ahora forma parte de la colección de Wynn Fine Art en Florida.

## Contexto
Femme au Chien es uno de los seis cuadros que Picasso pintó representando a su segunda esposa, Jacqueline Roque, y a su perro Kaboul. Picasso era especialmente aficionado a los perros, un tema que se remonta a los inicios de su carrera artística y que aparece en muchas de sus obras. El afecto de Picasso por los perros es evidente en obras tan tempranas como Garçon au chien, que realizó en 1905. En sus últimos años, estuvo siempre rodeado de una colección de animales en su casa o en su estudio, como su perro salchicha Lump, sus sabuesos afganos Kasbek y Kaboul y su bóxer Jan.

### Jacqueline Roque
Picasso conoció a Roque en Madoura en 1952, después de que ella empezara a trabajar en la cerámica de Madoura, en Vallauris. Ella se convirtió en su modelo y finalmente comenzaron una relación. Por aquel entonces, Picasso seguía manteniendo una relación con Françoise Gilot, con la que tenía dos hijos, Paloma y Claude. Gilot pronto dejó a Picasso, lo que permitió que Roque y Picasso se fueran a vivir juntos en 1954. En ese momento, Picasso tenía más de setenta años, mientras que Roque era una veinteañera. A pesar de la diferencia de edad, se dedicaron el uno al otro y se casaron en 1961. William Rubin comentó que "la personalidad discreta, amable y cariñosa de Jacqueline, combinada con su compromiso incondicional con [Picasso], le proporcionó una vida emocionalmente estable y una relación de confianza durante un periodo de tiempo más largo del que él había disfrutado nunca". Tres meses después de su boda, en junio de 1961, la pareja se trasladó a Notre-Dame-de-Vie, una casa de campo cerca de Mougins, donde Picasso pasó los años restantes de su vida. El amor de Picasso por Roque se refleja en los numerosos cuadros que realizó de ella, que superaron el número de retratos que realizó de sus otras amantes. Roque siguió siendo la esposa de Picasso hasta su muerte en 1973. Finalmente, se suicidó en 1986 tras la muerte de su marido.

### Kaboul
Kaboul entró en la vida de Picasso en octubre de 1961 como un regalo de Jean Leymarie para el 80º cumpleaños de Picasso. A las pocas semanas, Picasso empezó a incluir al perro en sus obras. Kaboul era a la vez un feroz perro guardián y un compañero fiel y cariñoso. Sobrevivió a Picasso y permaneció con Roque en Notre-Dame-de-Vie hasta su muerte en 1975.
Picasso realizó varios retratos de Roque junto a su perro Kaboul, como Femme et Chien Sous un Arbre, que pintó entre 1961 y 1962. En sus retratos suele fusionar los rasgos de la mujer con los del perro. En una ocasión comentó la influencia de Kaboul en su obra afirmando que "a menudo, si me viene a la mente cuando estoy trabajando, altera lo que hago. La nariz de la cara que estoy dibujando se hace más larga y afilada. El pelo de la mujer que estoy dibujando se vuelve más largo y esponjoso, apoyándose en sus mejillas, igual que sus orejas se apoyan en su cabeza".
Roque adoraba a Kaboul y compartía una estrecha relación con el perro. Boris Friedwald señaló que "a partir de 1960, Lump [el perro salchicha de Picasso] tuvo un nuevo compañero, Kaboul, llamado así por la capital afgana, y con razón, porque era un galgo afgano". Jacqueline Roque, con la que Picasso se había casado en 1961, estaba enamorada de Kaboul. Y pronto el animal, que acompañaría a Picasso hasta el final de su vida, apareció en varios retratos de Jacqueline Roque. No es de extrañar que los rasgos de Kaboul se puedan rastrear sutilmente en su rostro".

## Descripción
Femme au Chien es un gran óleo sobre lienzo de 162 x 130 cm. Está firmado por Picasso en la parte superior izquierda y fechado en el reverso. El cuadro representa a Roque sentada junto a Kaboul y muestra el afecto de Picasso por ambos sujetos. También refleja la influencia que Roque tuvo en la vida de Picasso durante este periodo. Picasso realizó el cuadro a partir de noviembre de 1962 y lo terminó al mes siguiente.
La representación de Roque por parte de Picasso es indicativa de su importancia y su condición de esposa y musa. En este retrato aparece entronizada en un sillón de manera regia, realzada por la colocación de Kaboul a su lado. Hélène Parmelin visitaba a menudo Mougins y comentaba sobre los retratos de Picasso de Roque y Kaboul: "Picasso acababa de mostrarnos rostros serios con enormes ojos cerrados, una especie de Mona Lisas con manos alargadas, una multiplicación de mujeres sentadas en sus vestidos con el sabueso afgano Kaboul cerca de los pliegues de sus faldas... Son las Dames de Mougins", dijo. Las reinas, las queridas, las jacquelinas, todas mirándonos a la vez con una serenidad incomparable".
El cuadro es un ejemplo de los numerosos retratos que Picasso realizó de las mujeres de su vida sentadas en un sillón. Este motivo recurrente existe en numerosos retratos de sus amantes a lo largo de su carrera artística pintados en una variedad de estilos artísticos y sirve como reflejo de su relación con cada una de sus musas. Marie-Laure Bernadac comentó el tratamiento que Picasso daba a las mujeres en sus retratos.

Es característico de Picasso que tome como modelo -o como musa- a la mujer que ama y que ama con él, no a una modelo profesional. Así, lo que muestran sus cuadros no es nunca un "modelo" de mujer, sino la mujer como modelo. Esto tiene sus consecuencias tanto en su vida emocional como en la artística: la mujer amada representa la "pintura", y la mujer pintada es la amada: el desprendimiento es imposible. Picasso nunca pinta del natural: Jacqueline nunca posa para él, pero siempre está ahí, en todas partes. Todas las mujeres de estos años son Jacqueline, y sin embargo rara vez son retratos. La imagen de la mujer que ama es un modelo impreso en lo más profundo de su ser, y emerge cada vez que pinta una mujer.

## Procedencia
El cuadro fue anteriormente propiedad de la Galerie Louise Leiris, de París, de la Galerie Beyeler, de Basilea, y de un coleccionista privado de Japón que lo adquirió el 6 de abril de 1990. El 14 de mayo de 2019, el cuadro fue vendido en la subasta de Sotheby's por 54.936.000 dólares a Wynn Fine Art, la empresa de arte de Steve Wynn.

## Significado y legado
Sotheby's comentó la importancia del cuadro afirmando: "Femme au chien, en su audaz uso del color, la complejidad y la plenitud de la composición y la escala monumental aseguran que su lienzo es uno de los retratos más evocadores de Picasso de su esposa durante sus años en Notre Dame de Vie y una obra maestra del último período del artista".

## Otras obras
Otro cuadro de Roque y Kaboul titulado Femme au Chien fue pintado por Picasso el 13 de noviembre de 1962. Se vendió en la subasta de Christie's por 6,3 millones de dólares el 7 de noviembre de 2012.